# Додзь (сельское поселение)
Додзь — административно-территориальная единица (административная территория село с подчинённой ему территорией) и муниципальное образование (сельское поселение с полным официальным наименованием муниципальное образование сельского поселения «Додзь») в составе муниципального района Корткеросского в Республике Коми Российской Федерации.
Административный центр — село Додзь.

## История
Статус и границы административной территории установлены Законом Республики Коми от 6 марта 2006 года № 13-РЗ «Об административно-территориальном устройстве Республики Коми».
Статус и границы сельского поселения установлены Законом Республики Коми от 5 марта 2005 года № 11-РЗ «О территориальной организации местного самоуправления в Республике Коми».

## Население
| 2010 | 2011 | 2012 | 2013 | 2014  | 2015 | 2016 |
| ---- | ---- | ---- | ---- | ----- | ---- | ---- |
| 787  | ↘782 | ↗803 | ↗860 | ↗877  | ↘857 | ↗905 |
| 2017 | 2018 | 2019 | 2020 | 2021  |      |      |
| ↗927 | ↗944 | ↗963 | ↗976 | ↗1135 |      |      |

## Состав
Состав административной территории и сельского поселения:
| № | Населённый пункт | Тип населённого пункта       | Население |
| - | ---------------- | ---------------------------- | --------- |
| 1 | Визябож          | деревня                      | 127       |
| 2 | Визябож          | посёлок                      | ↘471      |
| 3 | Додзь            | село, административный центр | 189       |